# Neviusia alabamensis
Neviusia alabamensis är en rosväxtart som beskrevs av Asa Gray. Neviusia alabamensis ingår i släktet Neviusia och familjen rosväxter. Inga underarter finns listade i Catalogue of Life.

## Bildgalleri

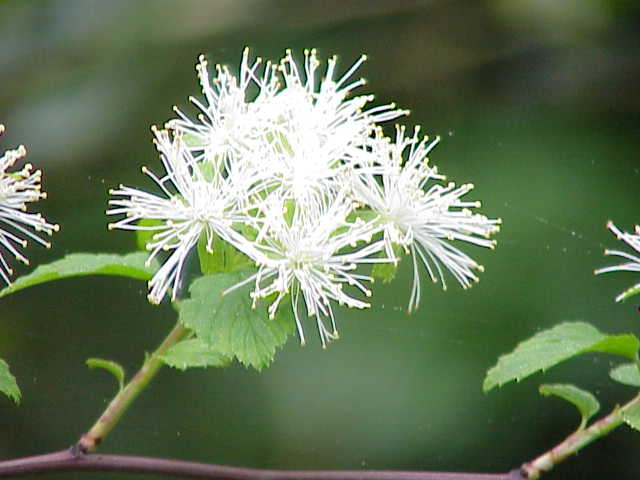
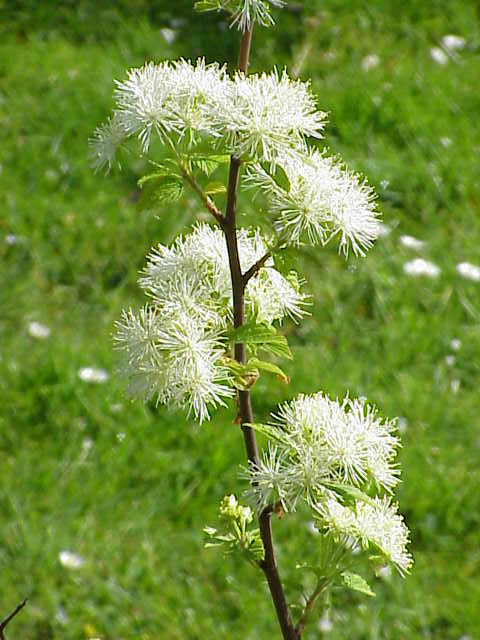